# Ain't No Nigga
Ain't No Nigga è il secondo singolo del rapper statunitense Jay-Z, pubblicato il 26 marzo 1996 ed estratto dall'album d'esordio di Jay-Z, Reasonable Doubt. La canzone è inserita nella colonna sonora del film del 1996 Il professore matto con Eddie Murphy. Alla canzone collabora una diciassettenne Foxy Brown.
Il beat è prodotto da Jaz-O che campiona Seven Minutes of Funk del gruppo funk The Whole Darn Family. Per il ritornello riproduce Ain't No Woman (Like the One I've Got) dei The Four Tops. Inizialmente il singolo nasce con il nome di Ain't No Playa. Il video musicale per la canzone all'inizio cita una scena di Scarface: è la seconda citazione che Jay-Z riserva alla pellicola di Brian De Palma, dopo il riferimento in Can't Knock the Hustle. Nel video inoltre è presente un cameo di Notorious B.I.G..
Ain't No Nigga ha giocato un ruolo fondamentale nel garantire un contratto discografico per Jay-Z con la Def Jam. Secondo Nick Raphael, A&R della Sony BMG, «Will Socolof di Freeze Records mi ha inviato un CD e un video e mi ha detto "questo ragazzo è incredibile, ma ha bisogno di un'etichetta più grande per prendere il sopravvento. Sei interessato?" La registrazione che mi ha inviato era Ain't No Nigga e sono impazzito, pensando che avrei dovuto firmare con lui!»

## Classifiche

### Classifiche settimanali
| Classifica (1996)        | Posizione massima |
| ------------------------ | ----------------- |
| Nuova Zelanda            | 45                |
| Regno Unito              | 31                |
| Stati Uniti              | 50                |
| US Hot R&B/Hip-Hop Songs | 17                |
| US R&B/Hip Hop Airplay   | 24                |